# Mathesuntha
Matasuentha (of Mataswintha of Matasuntha) (518 – na 550) was de dochter van de Oost-Gotische koningin Amalasuntha en de West-Gotische koning Eutharik. Ze was kleindochter van de Oost-Gotische koning Theoderik en een achternicht van de Frankische koning, Clovis I.
In 536 trouwde ze met Witiges – die niet van koninklijken bloede was - in diens poging om zijn rechten op de troon te versterken.
In 540 werd zij samen met haar echtgenoot na de nederlaag van Witiges tegen Belisarius overgebracht naar Constantinopel. Na de dood van Witiges trouwde zij met Germanus, een neef van de keizer Justinianus I.